# Purwonegoro
Purwonegoro is een bestuurslaag in het regentschap Banjarnegara van de provincie Midden-Java, Indonesië. Purwonegoro telt 7537 inwoners (volkstelling 2010).